# Конвой № 2
Конвой № 2 — японський конвой часів Другої світової війни, проведення якого відбувалось у грудні 1943-го — січні 1944-го.
Вихідним пунктом конвою була затока Кау на острові Хальмахера (північна частина Молуккського архіпелагу), який відігравав важливу роль у постачанні японських сил на заході Нової Гвінеї. Пунктом призначення стали японські гарнізони в Манокварі (північно-східний кут півострова Чендравасіх) та Сармі (на захід від порту Голландія — сучасної Джаяпури).
До складу конвою увійшли транспорти «Тонегава-Мару», «Кенва-Мару» (Kenwa Maru), «Хійорі-Мару» (Hiyori Maru) та «Нічіва-Мару» (Nichiwa Maru), що перевозили військовослужбовців 36-ї піхотної дивізії та ряду допоміжних частин, зокрема 51-го будівельного загону та 41-ї будівельної роти (41st Special Land Duty Construction Companie). Охорону забезпечували мінний загороджувач «Вакатака», допоміжний тральщик Wa-10 та переобладнаний патрульний корабель «Нітто-Мару № 17».
Конвой вийшов з порту 21 грудня 1943-го та під 23 грудня досягнув Манокварі. Тут він швидко розвантажився і 24—26 грудня здійснив перехід до Сармі.
29 грудня 1943-го конвой рушив назад та 2 січня 1944-го без втрат повернувся до затоки Кау.